# Selenops submaculosus
Selenops submaculosus är en spindelart som beskrevs av Bryant 1940. Selenops submaculosus ingår i släktet Selenops och familjen Selenopidae. Inga underarter finns listade i Catalogue of Life.